# Notoplax websteri
Notoplax websteri är en blötdjursart som beskrevs av Powell 1936. Notoplax websteri ingår i släktet Notoplax och familjen Acanthochitonidae. Inga underarter finns listade i Catalogue of Life.